# 芘
芘是一種四環多環芳香烃類，分子式为C16H10，分子量202.26。

## 物理性质
外观为淡黄色棱状晶体。熔点151.2°C，沸点404°C，密度1.271g/cm3(23°C)。不溶于水，溶于乙醇和乙醚。

## 化学性质
可以发生卤化、硝化、磺化等取代反应，也可以发生氧化反应。

## 制备
由煤焦油得蒽油馏分中分离而得。

## 用途
用于制造合成树脂、染料等。可形成具有荧光性的激发二聚体。

## 參看
- 1-羟基芘